# Frente Parlamentar Evangélica
A Frente Parlamentar Evangélica (FPE) é uma frente parlamentar brasileira fundada em 18 de setembro de 2003, durante a 52ª legislatura do Congresso Nacional, reunindo deputados e senadores de confissão cristã evangélica.

## História

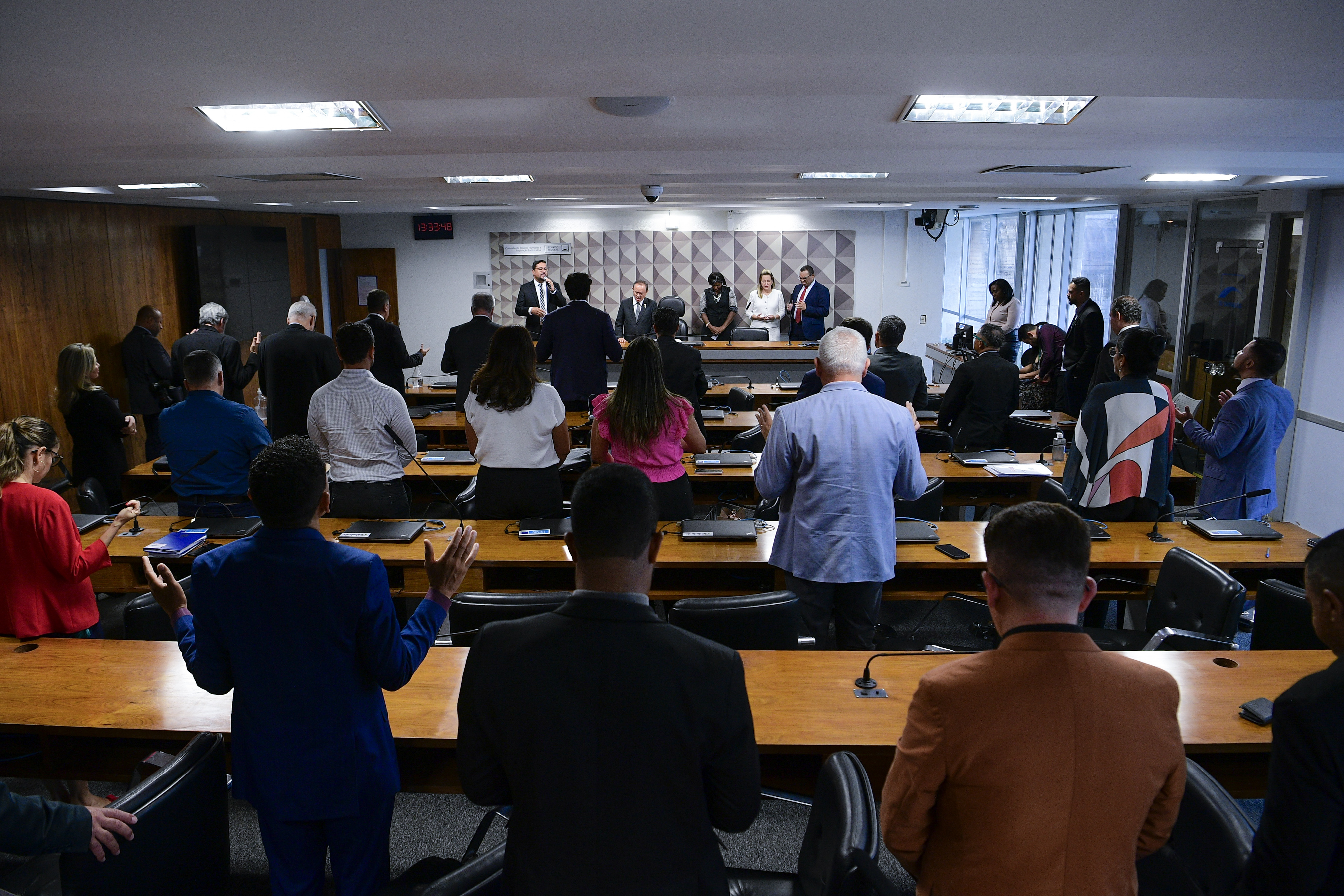
Reunião da Frente Parlamentar Evangélica no Palácio do Congresso Nacional em Brasília, Brasil, 2023.

### 52ª Legislatura (2003-2006)
A Frente Parlamentar Evangélica foi fundada em 2003 para reunir parlamentares evangélicos, de todos os partidos políticos, no Palácio do Congresso Nacional em Brasília, Brasil.
A regularização da FPE na mesa diretora da Câmara dos Deputados só ocorreu em 09 de novembro de 2015, motivada pelo crescimento exponencial da bancada, processo este iniciado com a eleição expressiva de 60 deputados federais que se autodeclaravam evangélicos no pleito de 2002.

### 55ª Legislatura (2015-2018)
A Bancada Evangélica no Parlamento titular eleita em 2014 é composta, em setembro de 2016, por 87 deputados/as federais e 3 senadores, num total de 90 parlamentares. Em outubro de 2016, entre os parlamentares da Câmara dos Deputados, cinco estão licenciados para exercerem cargos públicos, para tratamento de saúde ou de questões pessoais, e cinco são suplentes em exercício, formando um total de 87 deputados evangélicos em atuação. No Senado, dois estão  licenciados. Nesta lista aqui apresentada estão aqueles/as deputados/as e senadores com vinculação identificada ou declarada a uma igreja evangélica. Não estão considerados parlamentares apoiados por igrejas. Os dados foram levantados com base em pesquisa do DIAP, na lista de eleitos apresentados pela Frente Parlamentar Evangélica e em consultas a assessores de parlamentares da Bancada da legislatura anterior. Foram examinados nomes por nomes e checados os/as eleitos/as que, de fato, tem vinculação religiosa – descartados o simples pertencimento a partidos identificados como religiosos ou o apoio recebido por uma determinada denominação evangélica na campanha eleitoral.
Nem todos integram a Frente Parlamentar Evangélica registrada seguindo o Ato da Mesa da Câmara, n. 69, de 10/11/2005, que formalizou a existência de Frentes Parlamentares para que pudessem fazer uso de recursos da Câmara. A FPE do Congresso Nacional registrada, em 2015, para a 55ª Legislatura (2015-2018), é composta por 203 signatários, conforme informação oficial da Câmara dos Deputados – há nela muitos católicos, inclusive praticantes, ligados à Renovação Carismática, e muitos deputados eleitos com apoio de igrejas evangélicas, por conta de compromissos regionais, mas não são vinculados a elas. Na Câmara dos Deputados, em 2016, segundo ano da atual legislatura, 32 dos deputados da lista a seguir mudaram de partido. O PRB fica consolidado como partido mais forte da bancada, com crescimento de vinculados. Chama a atenção o crescimento significativo de filiações ao DEM, ao PMDB e ao PSD. O PSC e o SD perderam deputados. Estas mudanças significam redução considerável nas filiações a partidos identificados como "esquerda", o que reafirma a tendência conservadora da bancada.
A força da Assembleia de Deus como igreja que predomina na bancada evangélica na Câmara fica mantida, seguida da Igreja Universal do Reino de Deus (IURD) e da Igreja Batista. Dos 92 parlamentares da bancada na Câmara (titulares eleitos + suplentes em exercício), mais da metade (49) pertence a estas três igrejas (26 na primeira e 11 na segunda e 12 na terceira). O presbiterianismo tem nove representantes e configura uma força entre as igrejas históricas. Os demais parlamentares seguem distribuídos em 22 denominações diferentes.

### 56ª Legislatura (2019-2022)
Após as eleições gerais de 2018, a Frente Parlamentar Evangélica se acresceu a 195 deputados federais e 8 senadores.

## Princípios
Em seu manifesto original, a FPE definia-se como uma associação parlamentar dedicada a “acompanhar e fiscalizar os programas e as políticas públicas governamentais, manifestando-se quanto aos aspectos mais importantes de sua aplicabilidade e execução”.
Como princípios norteadores da sua atividade legislativa, a FPE cita a luta por uma sociedade pautada pela justiça, que deve ser igual para todos, combatendo projetos de lei nocivos à sociedade brasileira, à desconstrução da família, à vida, à liberdade constitucional de cultos, educação, segurança pública e do Estado Democrático de Direito.

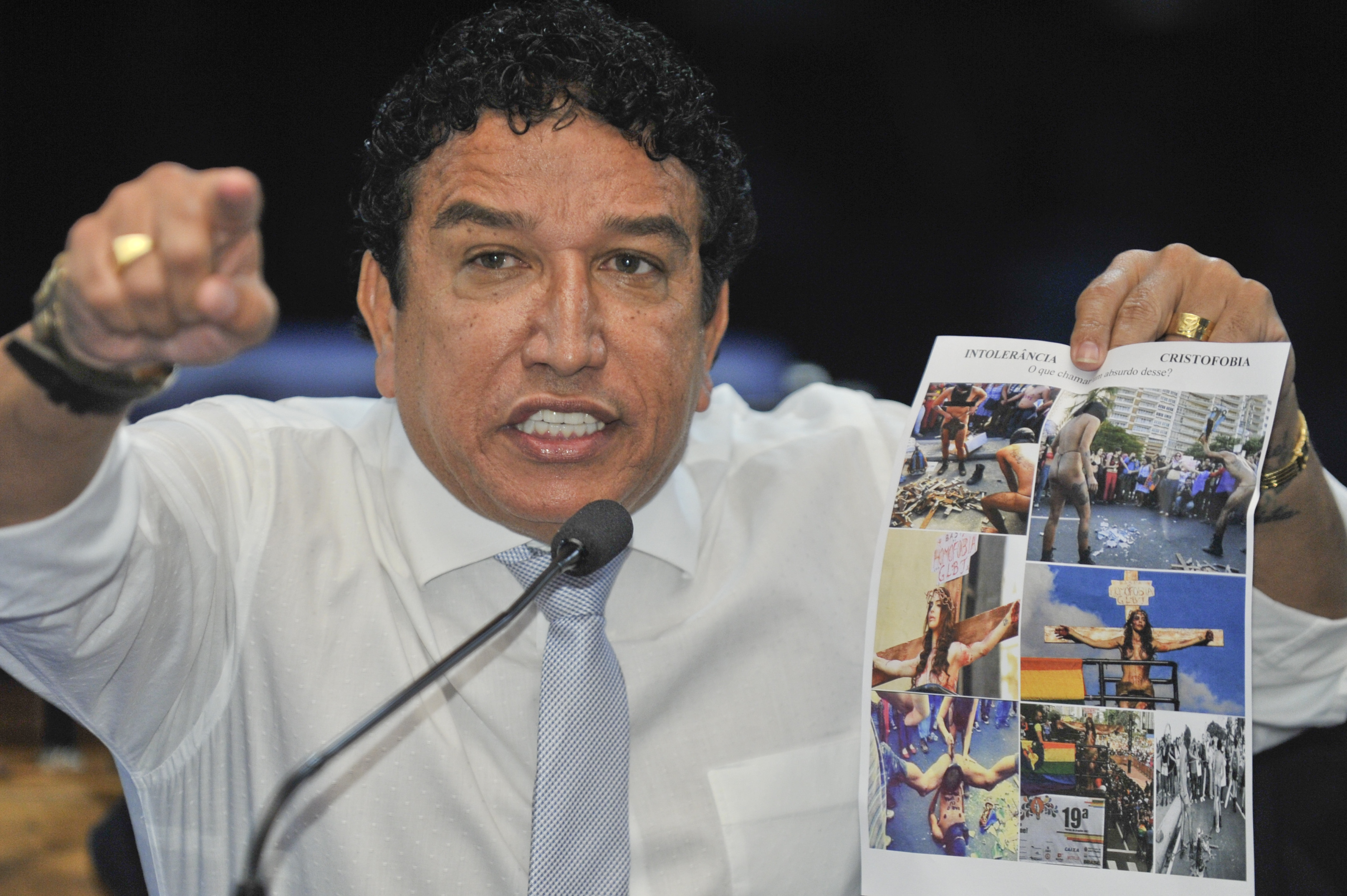
Sen. Magno Malta (PR-ES) denunciando a cristofobia em sessão ordinária no plenário do Senado Federal em 2015.

A frente evangélica se articula contra temas como igualdade de gênero, aborto, eutanásia e casamento entre pessoas do mesmo sexo, além de também se opor à criminalização da violência e discriminação contra homossexuais, bissexuais e transexuais e de castigos físicos impostos por pais aos filhos.
Em 2013, o grupo se mobilizou contra resoluções do Conselho Federal de Psicologia (CFP) que impediam psicólogos de tratarem a homossexualidade como uma doença. A decisão do CFP fora inspirada pela resolução de 1990 da Organização Mundial da Saúde (OMS), que retirou a homossexualidade da lista de distúrbios mentais, após diversas outras organizações psiquiátricas respeitadas, como a Associação Americana de Psiquiatria e a Associação Americana de Psicologia, terem feito o mesmo nas décadas anteriores.
Também em 2013, a frente evangélica buscou a aprovação de um “Estatuto da Família”, que, entre outras disposições, definia o conceito jurídico de “família” como o “núcleo social formado a partir da união entre um homem e uma mulher”.

## Bancada evangélica
Bancada evangélica é o termo utilizado pela imprensa e por cientistas políticos para agrupar os membros do Congresso Nacional do Brasil e dos legislativos estaduais e municipais que se auto-denominam evangélicos e que defendem as mesmas pautas defendidas por lideranças evangélicas.
O termo coexiste com a Frente Parlamentar Evangélica e pode ou não ser usado para referenciá-la, a depender do contexto. A FPE é uma instituição com personalidade jurídica, estatuto próprio e regimento interno que pode, inclusive, contratar funcionários, eleger diretoria, manter contabilidade e cobrar contribuições. Por outro lado, bancada evangélica é apenas um jargão que agrupa os políticos evangélicos de partidos políticos distintos de uma determinada legislatura. Não obstante, a mídia com frequência utiliza o termo para falar sobre a FPE.
Contudo, quando usado distintamente da Frente Parlamentar Evangélica, o termo bancada evangélica é menos inclusivo. Embora haja parlamentares católicos signatários da FPE, estes não são considerados parte da bancada evangélica.
Contrariamente à FPE, a bancada evangélica não possui estrutura organizacional definida. Em geral, consideram-se líderes da bancada evangélica os líderes da frente evangélica, além dos demais políticos influentes no Congresso Nacional, que professam denominações evangélicas e ocupam a liderança de partidos com forte aderência de sua membresia às pautas conservadoras. Em 2013, foram considerados líderes da bancada os parlamentares João Campos de Araújo (PRB-GO), Anthony Garotinho (PR–RJ), Eduardo Cunha (PMDB-RJ), Lincoln Portela (PR-MG) e o senador Magno Malta (PR-ES).

## Organização
Segundo a página da Câmara dos Deputados, foram registrados 199 deputados na Frente Parlamentar Evangélica em 2014, cujas legislatura se iniciou em 2015.
| Parlamentar                 | Partido | UF | Votação | Situação | Profissão                                                                        | Igreja                                       |
| --------------------------- | ------- | -- | ------- | -------- | -------------------------------------------------------------------------------- | -------------------------------------------- |
| Alan Rick                   | DEM     | AC | 17.903  | Novo     | Jornalista e apresentador de TV                                                  | Assembleia de Deus                           |
| Leo de Brito                | PT      | AC | 20.876  | Novo     | Advogado e Professor de Direito                                                  | Católico                                     |
| Rocha                       | PSDB    | AC | 23.466  | Novo     | Jornalista e Oficial da Polícia Militar                                          | Cristão                                      |
| Arthur Lira                 | PP      | AL | 98.231  | Reeleito |                                                                                  |                                              |
| JHC                         | SD      | AL | 135.929 | Novo     | Empresário de comunicações                                                       | Igreja Internacional da Graça de Deus        |
| Rosinha Da Adefal           | AVANTE  | AL | 27.116  | Reeleito |                                                                                  |                                              |
| Arthur Virgílio Bisneto     | PSDB    | AM | 250.916 |          |                                                                                  |                                              |
| Hissa Abrahão               | PDT     | AM | 113.646 | Novo     |                                                                                  |                                              |
| Silas Câmara                | PSD     | AM | 166.281 | Reeleito | Empresário                                                                       | Assembleia de Deus                           |
| André Abdon                 | PRB     | AP | 13.798  | Novo     | Político                                                                         | Assembleia de Deus                           |
| Bebeto                      | PSB     | BA | 96.134  | Reeleito |                                                                                  |                                              |
| Cacá Leão                   | PP      | BA | 125.605 | Novo     |                                                                                  |                                              |
| Erivelton Santana           | PSC     | BA | 74.836  | Reeleito | Auxiliar de administração e assessor político                                    | Assembleia de Deus                           |
|                             |         |    |         |          |                                                                                  |                                              |
| Márcio Marinho              | PRB     | BA | 117.470 | Reeleito | Radialista                                                                       | Universal do Reino de Deus (IURD)            |
| Mário Negromonte Jr.        | PP      | BA | 169.215 | Novo     |                                                                                  |                                              |
| Paulo Magalhães             | PSD     | BA | 77.045  | Reeleito |                                                                                  |                                              |
| Ronaldo Carletto            | PP      | BA | 148.628 | Novo     |                                                                                  |                                              |
| Sérgio Brito                | PSD     | BA | 83.658  | Reeleito | Empresário, servidor público e administrador de empresas                         | Batista                                      |
| Tia Eron                    | PRB     | BA | 116.912 | Nova     | Técnica em Administração e estudante de Direito                                  | IURD                                         |
| Valmir Assunção             | PT      | BA | 123.284 | Reeleito | Agricultor                                                                       |                                              |
| Adail Carneiro              | PP      | CE | 113.885 | Novo     |                                                                                  |                                              |
| Ariosto Holanda             | PDT     | CE | 60.669  | Reeleito | Engenheiro Civil e Professor Universitário                                       |                                              |
| Cabo Sabino                 | PR      | CE | 120.485 | Novo     | Corretor de Imóveis                                                              |                                              |
| Chico Lopes                 | PCdoB   | CE | 80.578  | Reeleito | Professor e Auditor-fiscal                                                       |                                              |
| Domingos Neto               | PSD     | CE | 185.226 | Reeleito | Empresário                                                                       |                                              |
| Genecias Noronha            | SD      | CE | 221.567 | Reeleito | Empresário                                                                       |                                              |
| Gorete Pereira              | PR      | CE | 130.983 | Reeleito | Fisioterapeuta                                                                   |                                              |
| Leônidas Cristino           | PDT     | CE | 91.085  | Reeleito | Engenheiro Civil                                                                 |                                              |
| Moroni Torgan               | DEM     | CE | 277.774 |          |                                                                                  | Mórmon                                       |
| Moses Rodrigues             | PMDB    | CE | 147.044 | Novo     | Administrador, Professor de Geografia e Professor de História                    |                                              |
| Ronaldo Martins             | PRB     | CE | 117.930 | Novo     | Radialista, acadêmico de Direito, músico, compositor e cantor                    | IURD                                         |
| Vitor Valim                 | PMDB    | CE | 92.499  | Novo     |                                                                                  |                                              |
| Alberto Fraga               | DEM     | DF | 155.056 | Reeleito | Coronel da Polícia Militar                                                       |                                              |
| Izalci Lucas                | PSDB    | DF | 71.937  | Reeleito | Professor e Contador                                                             |                                              |
| Laerte Bessa                | PR      | DF | 32.843  | Reeleito | Delegado de Polícia                                                              |                                              |
| Ronaldo Fonseca             | Pros    | DF | 84.583  | Reeleito | Advogado                                                                         | Assembleia de Deus                           |
| Rôney Nemer                 | PP      | DF | 82.594  | Novo     | Servidor Público Estadual                                                        |                                              |
| Carlos Manato               | SD      | ES | 67.631  | Reeleito | Empresário e médico                                                              | Maranata                                     |
| Marcus Vicente              | PP      | ES | 45.525  | Reeleito | Advogado, Gráfico, Consultor de Empresas                                         |                                              |
| Max Filho                   | PSDB    | ES | 91.210  | Novo     | Servidor público federal                                                         | Presbítero da Igreja Presbiteriana da Glória |
| Paulo Foletto               | PSB     | ES | 88.110  | Reeleito | Médico                                                                           |                                              |
| Sérgio Vidigal              | PDT     | ES | 161.744 | Novo     | Médico                                                                           | Batista                                      |
| Célio Silveira              | PSDB    | GO |         |          |                                                                                  |                                              |
| Delegado Waldir             | PR      | GO |         |          |                                                                                  |                                              |
| Fábio Sousa                 | PSDB    | GO | 82.204  | Novo     | Bacharel em Gestão Pública e Teologia                                            | Fonte da Vida                                |
| Heuler Cruvinel             | PSD     | GO |         |          |                                                                                  |                                              |
| João Campos de Araújo       | PRB     | GO | 107.344 | Reeleito | Delegado de polícia                                                              | Assembleia de Deus                           |
| Sandes Júnior               | PP      | GO |         |          |                                                                                  |                                              |
| Aluisio Mendes              | PODE    | MA |         |          |                                                                                  |                                              |
| Cléber Verde                | PRB     | MA | 105.243 | Reeleito | Vendedor autônomo, professor, servidor público e bacharel em Direito             | CCB                                          |
| Eliziane Gama               | PPS     | MA | 133.575 | Nova     | Jornalista                                                                       | Assembleia de Deus                           |
| João Castelo                | PSDB    | MA |         |          |                                                                                  |                                              |
| Rubens Pereira Júnior       | PCdoB   | MA |         |          |                                                                                  |                                              |
| Zé Carlos                   | PT      | MA |         |          |                                                                                  |                                              |
| Ademir Camilo               | PODE    | MG |         |          |                                                                                  |                                              |
| Carlos Melles               | DEM     | MG |         |          |                                                                                  |                                              |
| Dâmina Pereira              | PSL     | MG |         |          |                                                                                  |                                              |
| Diego Andrade               | PSD     | MG |         |          |                                                                                  |                                              |
| Domingos Sávio              | PSDB    | MG |         |          |                                                                                  |                                              |
| Eros Biondini               | PROS    | MG |         |          |                                                                                  |                                              |
| George Hilton               | PRB     | MG | 146.792 | Reeleito | Radialista, apresentador de televisão, teólogo e animador                        | IURD                                         |
| Júlio Delgado               | PSB     | MG |         |          |                                                                                  |                                              |
| Laudivio Carvalho           | SD      | MG |         |          |                                                                                  |                                              |
| Leonardo Quintão            | PMDB    | MG | 118.470 | Reeleito | Empresário                                                                       | Igreja Presbiteriana                         |
| Lincoln Portela             | PR      | MG | 98.834  | Reeleito | Radialista                                                                       | Convenção Batista Nacional                   |
| Luis Tibé                   | AVANTE  | MG |         |          |                                                                                  |                                              |
| Marcelo Álvaro Antônio      | PR      | MG |         |          |                                                                                  |                                              |
| Mário Heringer              | PDT     | MG |         |          |                                                                                  |                                              |
| Mauro Lopes                 | PMDB    | MG |         |          |                                                                                  |                                              |
| Newton Cardoso Jr           | PMDB    | MG |         |          |                                                                                  |                                              |
| Odelmo Leão                 | PP      | MG |         |          |                                                                                  |                                              |
| Raquel Muniz                | PSD     | MG |         |          |                                                                                  |                                              |
| Stefano Aguiar              | PSB     | MG | 144.153 | Reeleito | Administrador de Empresas                                                        | Evangelho Quadrangular                       |
| Zé Silva                    | SD      | MG |         |          |                                                                                  |                                              |
| Elizeu Dionizio             | PSDB    | MS |         |          |                                                                                  |                                              |
| Fábio Garcia                | PSB     | MT | 104.976 | Novo     | Empresário - energia                                                             | Sara Nossa Terra                             |
| Professor Victório Galli    | PSC     | MT | 64.691  | Novo     | Professor do ensino superior                                                     | Assembleia de Deus                           |
| Valtenir Pereira            | PSB     | MT |         |          |                                                                                  |                                              |
| Arnaldo Jordy               | PPS     | PA |         |          |                                                                                  |                                              |
| Beto Salame                 | PP      | PA |         |          |                                                                                  |                                              |
| Delegado Éder Mauro         | PSD     | PA |         |          |                                                                                  |                                              |
| Hélio Leite                 | DEM     | PA |         |          |                                                                                  |                                              |
| Joaquim Passarinho          | PSD     | PA |         |          |                                                                                  |                                              |
| Josué Bengtson              | PTB     | PA | 122.995 | Reeleito | Pastor Evangélico                                                                | Evangelho Quadrangular                       |
| Julia Marinho               | PSC     | PA | 86.949  | Nova     | Pedagoga                                                                         | Assembleia de Deus                           |
| Zé Geraldo                  | PT      | PA |         |          |                                                                                  |                                              |
| Aguinaldo Ribeiro           | PP      | PB | 161.999 | Reeleito | Empresário                                                                       | Batista                                      |
| Damião Feliciano            | PDT     | PB |         |          |                                                                                  |                                              |
| Pedro Cunha Lima            | PSDB    | PB |         |          |                                                                                  |                                              |
| Veneziano Vital Do Rêgo     | PMDB    | PB |         |          |                                                                                  |                                              |
| Anderson Ferreira           | PR      | PE | 150.565 | Reeleito | Empresário                                                                       | Assembleia de Deus                           |
| Augusto Coutinho            | SD      | PE |         |          |                                                                                  |                                              |
| Betinho Gomes               | PSDB    | PE |         |          |                                                                                  |                                              |
| Eduardo Da Fonte            | PP      | PE |         |          |                                                                                  |                                              |
| Gonzaga Patriota            | PSB     | PE |         |          |                                                                                  |                                              |
| Kaio Maniçoba               | PMDB    | PE |         |          |                                                                                  |                                              |
| Pastor Eurico               | PSB     | PE | 233.762 | Reeleito | Comerciário e radialista                                                         | Assembleia de Deus                           |
| Raul Jungmann               | PPS     | PE |         |          |                                                                                  |                                              |
| Maia Filho                  | PP      | PI |         |          |                                                                                  |                                              |
| Rejane Dias                 | PT      | PI | 134.157 | Nova     | Administradora                                                                   | Batista                                      |
| Alfredo Kaefer              | PSL     | PR |         |          |                                                                                  |                                              |
| Aliel Machado               | REDE    | PR |         |          |                                                                                  |                                              |
| Christiane Yared            | PTN     | PR | 200.144 | Nova     | Empresária e pastora                                                             | Catedral do Reino de Deus                    |
| Delegado Francischini       | SD      | PR | 159.569 | Reeleito | Empresário e delegado da Polícia Federal                                         | Assembleia de Deus                           |
| Diego Garcia                | PHS     | PR |         |          |                                                                                  |                                              |
| Dilceu Sperafico            | PP      | PR |         |          |                                                                                  |                                              |
| Edmar Arruda                | PSC     | PR | 85.155  | Reeleito | Empresário e Economista                                                          | Igreja Presbiteriana Independente            |
| Evandro Roman               | PSD     | PR |         |          |                                                                                  |                                              |
| João Arruda                 | PMDB    | PR |         |          |                                                                                  |                                              |
| Leopoldo Meyer              | PSB     | PR |         |          |                                                                                  |                                              |
| Luiz Carlos Hauly           | PSDB    | PR |         |          |                                                                                  |                                              |
| Osmar Serraglio             | PMDB    | PR |         |          |                                                                                  |                                              |
| Sergio Souza                | PMDB    | PR |         |          |                                                                                  |                                              |
| Hidekazu Takayama           | PSC     | PR | 162.952 | Reeleito | Empresário, professor e ministro evangélico                                      | Assembleia de Deus                           |
| Toninho Wandscheer          | PT      | PR | 71.822  | Novo     | Empresário imobiliário                                                           | Assembleia de Deus                           |
| Alexandre Serfiotis         | PMDB    | RJ |         |          |                                                                                  |                                              |
| Alexandre Valle             | PR      | RJ |         |          |                                                                                  |                                              |
| Altineu Cortes              | PR      | RJ | 40.593  | Novo     | Produtor agropecuário                                                            | Assembleia de Deus                           |
| Arolde de Oliveira          | PSD     | RJ | 55.380  | Reeleito | Empresário, engenheiro, economista e professor                                   | Igreja Batista                               |
| Áureo Lídio Moreira Ribeiro | SD      | RJ | 58.117  | Reeleito | Empresário                                                                       | Metodista                                    |
| Benedita da Silva           | PT      | RJ | 48.163  | Reeleita | Assistente social                                                                | Assembleia de Deus                           |
| Cabo Daciolo                | PSOL    | RJ | 49.831  | Novo     | Bombeiro militar                                                                 | Batista                                      |
| Celso Jacob                 | PMDB    | RJ |         |          |                                                                                  |                                              |
| Clarissa Garotinho          | PR      | RJ | 335.061 | Nova     | Jornalista                                                                       | Igreja Presbiteriana                         |
| Cristiane Brasil            | PTB     | RJ |         |          |                                                                                  |                                              |
| Dr. João                    | PR      | RJ |         |          |                                                                                  |                                              |
| Eduardo Cunha               | PMDB    | RJ | 232.708 | Reeleito | Empresário e economista                                                          | Assembleia de Deus                           |
| Ezequiel Teixeira           | SD      | RJ | 35.701  | Novo     | Advogado                                                                         | Projeto Vida Nova                            |
| Francisco Floriano          | PR      | RJ | 47.157  | Reeleito | Apresentador de televisão, locutor, publicitário, representante comercial        | Mundial do Poder de Deus                     |
| Hugo Leal                   | PSB     | RJ |         |          |                                                                                  |                                              |
| Jair Bolsonaro              | PSL     | RJ |         |          |                                                                                  |                                              |
| Luiz Carlos Ramos           | PODE    | RJ |         |          |                                                                                  |                                              |
| Marcos Soares               | PR      | RJ | 44.440  | Novo     | Advogado, especialista em teologia prática                                       | Evangelho Quadrangular                       |
| Otavio Leite                | PSDB    | RJ |         |          |                                                                                  |                                              |
| Roberto Sales               | PRB     | RJ | 124.087 | Novo     | Administrador                                                                    | IURD                                         |
| Rosangela Gomes             | PRB     | RJ | 101.686 | Nova     | Formada em Direito                                                               | IURD                                         |
| Sóstenes Cavalcante         | PSD     | RJ | 104.697 | Novo     | Sacerdote                                                                        | Assembleia de Deus Vitória em Cristo         |
| Walney Rocha                | PEN     | RJ |         |          |                                                                                  |                                              |
| Washington Reis             | PMDB    | RJ | 103.190 | Reeleito | Empresário e economista                                                          | Igreja Nova Vida                             |
| Antônio Jácome              | PMN     | RN | 71.555  | Novo     | Médico e Pastor                                                                  | Assembleia de Deus                           |
| Felipe Maia                 | DEM     | RN |         |          |                                                                                  |                                              |
| Rafael Motta                | PSB     | RN |         |          |                                                                                  |                                              |
| Walter Alves                | PMDB    | RN |         |          |                                                                                  |                                              |
| Expedito Netto              | PSD     | RO |         |          |                                                                                  |                                              |
| Lindomar Barbosa Alves      | PMDB    | RO | 24.146  | Novo     | Comerciante                                                                      | Assembleia de Deus                           |
| Lucio Mosquini              | PMDB    | RO |         |          |                                                                                  |                                              |
| Luiz Cláudio                | PR      | RO |         |          |                                                                                  |                                              |
| Marcos Rogério              | PDT     | RO | 60.780  | Reeleito | Jornalista e bacharel em Direito                                                 | Assembleia de Deus                           |
| Nilton Capixaba             | PTB     | RO | 42.353  | Reeleito | Empresário                                                                       | Assembleia de Deus                           |
| Carlos Andrade              | PHS     | RR | 6.733   | Novo     | Servidor público federal                                                         | Assembleia de Deus                           |
| Jhonatan de Jesus           | PRB     | RR | 20.677  | Reeleito | Empresário                                                                       | IURD                                         |
| Maria Helena                | PSB     | RR |         |          |                                                                                  |                                              |
| Shéridan                    | PSDB    | RR |         |          |                                                                                  |                                              |
| Alceu Moreira               | PMDB    | RS |         |          |                                                                                  |                                              |
| Carlos Gomes                | PRB     | RS | 92.323  | Novo     | Aposentado e pastor                                                              | IURD                                         |
| João Derly                  | REDE    | RS |         |          |                                                                                  |                                              |
| José Fogaça                 | PMDB    | RS |         |          |                                                                                  |                                              |
| Jose Stédile                | PSB     | RS |         |          |                                                                                  |                                              |
| Luis Carlos Heinze          | PP      | RS |         |          |                                                                                  |                                              |
| Luiz Carlos Busato          | PTB     | RS |         |          |                                                                                  |                                              |
| Onyx Lorenzoni              | DEM     | RS | 148.302 | Reeleito | Empresário e médico veterinário                                                  | Igreja Luterana                              |
| Osmar Terra*                | PMDB    | RS |         |          |                                                                                  |                                              |
| Pompeo De Mattos            | PDT     | RS |         |          |                                                                                  |                                              |
| Ronaldo Nogueira            | PTB     | RS | 77.017  | Novo     | Administrador de empresas                                                        | Assembleia de Deus                           |
| Celso Maldaner              | PMDB    | SC |         |          |                                                                                  |                                              |
| Fabricio Oliveira           | PSB     | SC |         |          |                                                                                  |                                              |
| Geovania de Sá              | PSDB    | SC | 52.757  | Nova     | Administradora                                                                   | Assembleia de Deus                           |
| Pedro Uczai                 | PT      | SC |         |          |                                                                                  |                                              |
| Valdir Colatto              | PMDB    | SC |         |          |                                                                                  |                                              |
| Andre Moura                 | PSC     | SE |         |          |                                                                                  |                                              |
| Fábio Mitidieri             | PSD     | SE |         |          |                                                                                  |                                              |
| Jony Marcos                 | PRB     | SE |         |          |                                                                                  |                                              |
| Laercio Oliveira            | SD      | SE | 84.198  | Reeleito | Empresário e administrador de empresas                                           | Igreja Presbiteriana                         |
| Pastor Jony                 | PRB     | SE | 53.455  | Novo     | Pastor evangélico                                                                | IURD                                         |
| Valadares Filho             | PSB     | SE |         |          |                                                                                  |                                              |
| Antônio Bulhões             | PRB     | SP | 137.939 | Reeleito | Empresário, apresentador de televisão, administrador, teólogo e bispo evangélico | IURD                                         |
| Antonio Carlos Mendes Thame | PV      | SP |         |          |                                                                                  |                                              |
| Arnaldo Faria De Sá         | PTB     | SP |         |          |                                                                                  |                                              |
| Beto Mansur                 | PRB     | SP |         |          |                                                                                  |                                              |
| Bruna Furlan                | PSDB    | SP | 178.606 | Reeleita | Formada em Direito                                                               | CCB                                          |
| Capitão Augusto             | PR      | SP |         |          |                                                                                  |                                              |
| Edinho Araújo               | PMDB    | SP | 112.780 | Reeleito | Advogado, professor                                                              | Igreja Presbiteriana                         |
| Eduardo Bolsonaro           | PSL     | SP | 82.224  | Novo     | Escrivão da Polícia Federal                                                      | Igreja Batista                               |
| Evandro Gussi               | PV      | SP |         |          |                                                                                  |                                              |
| Fausto Pinato               | PP      | SP |         |          |                                                                                  |                                              |
| Flavinho                    | PSB     | SP |         |          |                                                                                  |                                              |
| Gilberto Nascimento         | PSC     | SP | 120.044 | Novo     | Advogado, delegado de polícia e formado em Teologia                              | Assembleia de Deus                           |
| Goulart                     | PSD     | SP |         |          |                                                                                  |                                              |
| Jefferson Campos            | PSD     | SP | 161.790 | Reeleito | Ministro do Evangelho, advogado, tecnólogo, radialista, bacharel em Teologia     | Evangelho Quadrangular                       |
| Jorge Tadeu Mudalen         | DEM     | SP | 178.771 | Reeleito | Engenheiro Civil                                                                 | Internacional da Graça de Deus               |
| Luiz Lauro Filho            | PSB     | SP |         |          |                                                                                  |                                              |
| Missionário José Olimpio    | PP      | SP | 154.597 | Reeleito | Empresário e comerciante                                                         | Mundial do Poder de Deus                     |
| Nelson Marquezelli          | PTB     | SP |         |          |                                                                                  |                                              |
| Nilto Tatto                 | PT      | SP |         |          |                                                                                  |                                              |
| Orlando Silva               | PCdoB   | SP |         |          |                                                                                  |                                              |
| Paulo Freire                | PR      | SP | 111.300 | Reeleito | Ministro do Evangelho                                                            | Assembleia de Deus                           |
| Paulo Pereira Da Silva      | SD      | SP |         |          |                                                                                  |                                              |
| Paulo Teixeira              | PT      | SP |         |          |                                                                                  |                                              |
| Pastor Marco Feliciano      | PSC     | SP | 398.087 | Reeleito | Conferencista, empresário, pastor evangélico                                     | Assembleia de Deus Catedral do Avivamento    |
| Ricardo Izar                | PP      | SP |         |          |                                                                                  |                                              |
| Roberto Alves               | PRB     | SP | 130.516 | Novo     | Metalúrgico                                                                      | IURD                                         |
| Roberto de Lucena           | PV      | SP | 67.191  | Reeleito | Conferencista, escritor, pastor evangélico                                       | O Brasil para Cristo                         |
| Samuel Moreira              | PSDB    | SP |         |          |                                                                                  |                                              |
| Vinicius Carvalho           | PRB     | SP | 80.643  | Novo     | Advogado                                                                         | IURD                                         |
| Vitor Lippi                 | PSDB    | SP |         |          |                                                                                  |                                              |
| William Woo                 | PP      | SP |         |          |                                                                                  |                                              |
| Carlos Henrique Gaguim      | PODE    | TO |         |          |                                                                                  |                                              |
| César Halum                 | PRB     | TO |         |          |                                                                                  |                                              |
| Lázaro Botelho              | PP      | TO |         |          |                                                                                  |                                              |
| Vicentinho Júnior           | PR      | TO |         |          |                                                                                  |                                              |

Uma reportagem da Pública registra que, na 57ª legislatura (2023-2027), 93 parlamentarem eram publicamente reconhecidos como evangélicos, dos quais 25 estavam associados à igreja Assembleia de Deus, 15 à Igreja Batista, 14 à Igreja Universal do Reino de Deus, 3 à Igreja Internacional da Graça de Deus, 2 à Igreja Mundial do Poder de Deus e 3 presbiterianos.

## Críticas e controvérsias

### Escândalos judiciais
De acordo com dados obtidos através do site Transparência Brasil, a maior parte dos parlamentares que participam da bancada evangélica são alvos de processos judiciais na Justiça Eleitoral e no Supremo Tribunal Federal (STF) por diversos crimes, tais como peculato, improbidade administrativa, sonegação de impostos, formação de quadrilha ou bando, abuso do poder econômico em eleições de que participaram, reprovação de prestação de contas nos Tribunais de Contas de estados e municípios e aos próprios TREs de seus estados de origem.
Em 2006, 25 dos 72 parlamentares que tiveram recomendação para abertura de processo disciplinar por envolvimento no Escândalo dos Sanguessugas eram evangélicos. A bancada evangélica, liderada por Eduardo Cunha, então presidente da Câmara dos Deputados, teve papel fundamental no processo de impeachment da presidente Dilma Rousseff, cuja admissibilidade foi aprovada por 367 a 137 votos.
Na matéria "Vinde a mim os eleitores", de 23 de março de 2013, a revista Veja publicou:

"A bancada evangélica também não foge à regra do Congresso Nacional quando o assunto são denúncias de corrupção. Dos 73 integrantes na Câmara, 23 respondem a processo no Supremo Tribunal Federal (STF). Há acusados de corrupção, peculato (desvio praticado por servidor público), crime eleitoral, uso de documento falso, lavagem de dinheiro e estelionato. Há até um condenado a prisão que pode ir para a cadeia em breve, que tem pena de treze anos e quatro meses a cumprir."
Entre as críticas direcionadas a esse grupo político estão o uso de fiéis como plataforma política e massa de manobra, o desrespeito à laicidade do Estado brasileiro e ações para retroceder ou impedir o avanço da legislação em temas sociais e direitos de minorias.
O deputado Tadeu Mudalen foi relator de uma comissão especial da Câmara dos Deputados, criada inicialmente para avaliar a ampliação da licença maternidade. No texto final divulgado em novembro de 2017 ele inseriu alterações que os movimentos feministas consideraram como um passo inicial à proibição do aborto até mesmo em casos de estupro.

### Percepção no eleitorado evangélico
Pesquisa qualitativa coordenada por professores da Universidade Federal de São Paulo (Unifesp), sobre as atitudes políticas dos fieis participantes da 25ª Marcha para Jesus (realizada em São Paulo, a 15 de junho de 2017), mostrou que 76,9% dos pesquisados não se identificam com partido político, nem com lideranças da bancada evangélica. Os entrevistados também mostraram uma expressiva rejeição a propostas apoiadas pela bancada evangélica, tais como as reformas trabalhista e previdenciária). A maioria respondeu que "não confia" em políticos historicamente ligados aos evangélicos, como o então deputado Jair Bolsonaro, do PSL (57,4%), a ex-senadora Marina Silva, da Rede (57%), o pastor e deputado federal Marco Feliciano, do PSC (54,1%), e o pastor e prefeito do Rio, Marcelo Crivella, do PRB (53,9%). Foram entrevistados 484 fiéis, e a margem de erro da pesquisa é de 4.5%.